# Mohammed Bouyeri
Mohammed Bouyeri (Amesterdão, 8 de março de 1978) é um terrorista islamista  neerlandês, de origem marroquina, que está cumprindo sentença de prisão perpétua sem direito a liberdade condicional pelo assassinato do diretor de cinema holandês Theo van Gogh. Ele tem cidadania tanto holandesa quanto marroquina. Ele era um membro da rede Hofstad Network. Atualmente Bouyeri foi encarcerado em 2004 e cumpre pena na prisão de Vught.